# Manrique Pérez de Lara
Manrique Pérez de Lara (muerto en Huete, 9 de julio de 1164), primer  señor de Molina, fue el noble más importante y poderoso de su época como regente de Castilla. Hijo del conde Pedro González de quien heredó la jefatura de la casa de Lara, participó activamente en los acontecimientos políticos del reino así como en la epopeya de la reconquista y repoblación de las tierras bajo el control de los musulmanes. Se enfrentó al rey Fernando II de León y a los miembros de la casa de Castro por la custodia del infante Alfonso cuando este quedó huérfano en 1158 tras la muerte de su padre, el rey Sancho III, con lo que evitó que el rey niño —como heredero de la corona castellana— prestara homenaje vasallático al rey leonés.

## Relaciones familiares
Manrique fue el hijo primogénito del conde Pedro González de Lara— hijo de Gonzalo Núñez—y de la condesa Ava, que antes había sido la segunda esposa del conde García Ordóñez —muerto en la batalla de Uclés en 1108—. Tuvo varios hermanos, entre ellos los condes Álvaro y Nuño Pérez de Lara, así como un hermano uterino, García García de Aza. A su madre se la ha identificado tradicionalmente como hija del conde Pedro Froilaz de Traba, aunque no aparece en ningún cartulario medieval junto con los hijos documentados del conde gallego; en relación con esto los historiadores y genealogistas modernos opinan que su origen pudo estar al norte de los Pirineos y ser hija de Aimerico II, vizconde de Rochechouart, cuya madre se llamaba Ava, o del conde Hugo II de Ampurias y de Sancha de Urgel, hermana del conde Ermengol V.

## Vida

### Conde y tenente

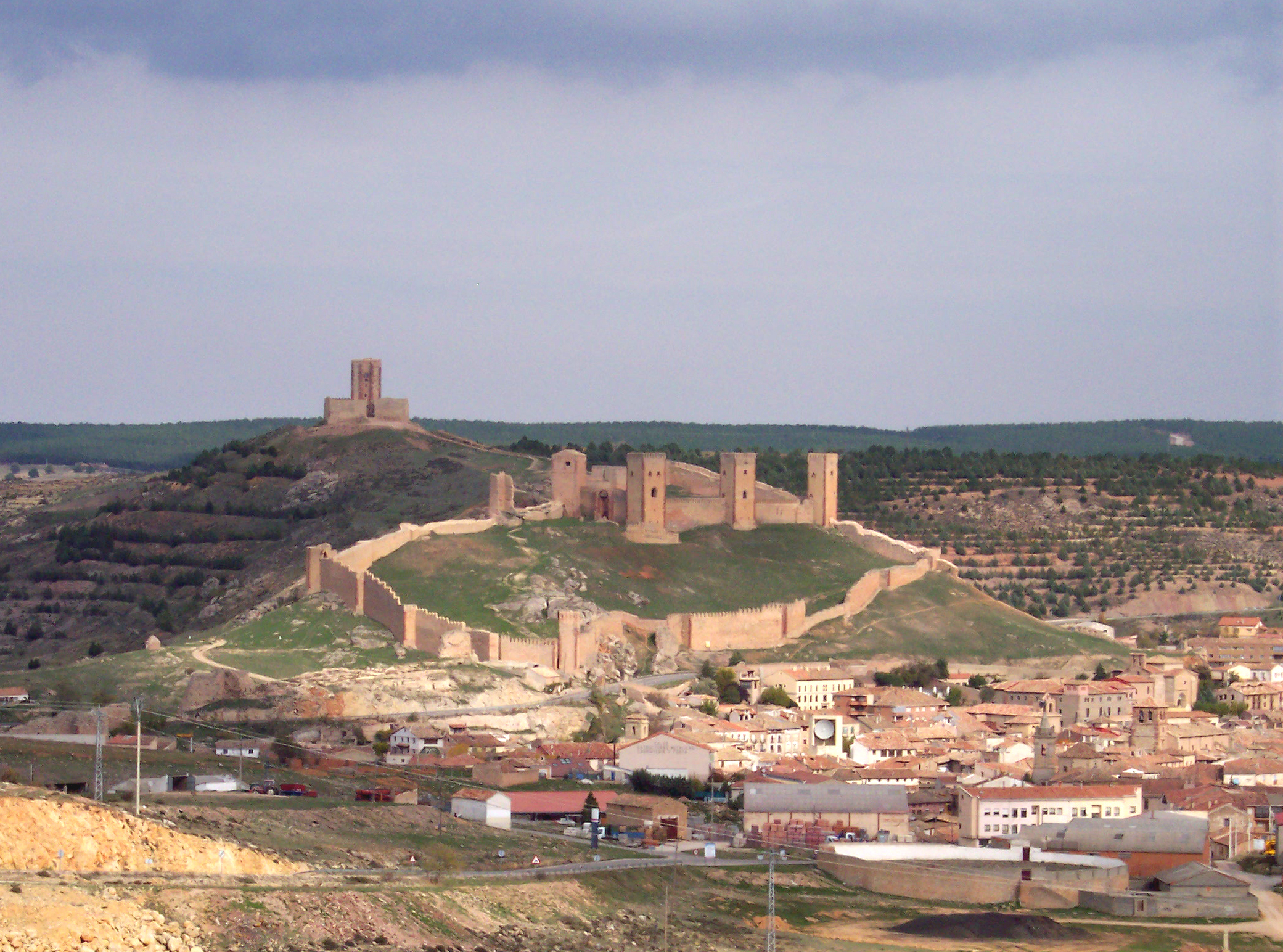
Vista del castillo de Molina de Aragón, cabeza del señorío de Molina.

Miembro de la curia regia, fue alférez real entre 1134 y 1135, año este último desde el cual aparece confirmando diplomas del rey Alfonso VII de León. Gobernó por mandato real durante distintos periodos numerosas tenencias estratégicas, entre ellas,  Ávila, Toledo, Madrid, Medinaceli, Atienza, Ausín, San Esteban de Gormaz, Segovia y, desde 1147, la importante plaza de Baeza, así como la tenencia que dio nombre a su linaje, el Alfoz de Lara.
Desde el 21 de agosto de 1145 ostentó el título condal, según consta en la datación de un documento de la catedral de Orense que reza Amalricus, ipso die quo hec carta facta fuit, factus comes («Amalricus, hecho conde el día en que se redactó esta carta»).

### Reconquista
Avanzando desde su tenencia de Toledo, fue uno de los magnates que lideró las huestes cristianas en la reconquista de las ciudades y tierras ocupadas por los musulmanes. Entre finales de 1146 y enero de 1147 las tropas del emperador avanzaron por las tierras de la meseta y tomaron la importante plaza de Calatrava. El conde Manrique participó en las campañas de conquista de Úbeda y Baeza, Baños, la ciudad costera de Almería —que se rindió el 17 de octubre de 1147— y Andújar en 1155.

### Señorío de Molina
El 21 de abril de 1154, el conde Manrique otorgó fuero a Molina de Aragón, plaza que había sido conquistada por el rey Alfonso el Batallador en 1128. En el preámbulo de la carta foral dice: 

Yo el conde Almerich fallé lugar mucho antigo desierto el qual quiero que sea poblado et ay sea Dios adorado et fielmentre rogado.

Los titulares de este señorío, en el cual se da «una rigurosa sucesión dentro de la rama de los Lara de Molina», utilizaron la fórmula Dei gratia, la misma denominación utilizada por reyes y obispos, «reclamando una potestad procedente directamente de Dios».
Aunque no se conoce la fecha en que surgió este señorío, es posible que el conde Manrique extendiera su poder desde la tenencia de Medinaceli y ocupara la plaza sin que el rey Alfonso VII pusiera impedimento alguno, teniendo en cuenta que el conde era uno de sus más leales vasallos. La última titular de linaje de los Lara que disfrutó de este señorío —antes de que fuese integrado en la corona durante el reinado de Sancho IV de Castilla en 1293— fue su bisnieta, Mafalda González de Lara, esposa del infante Alfonso de Molina, quien heredaría el señorío a la muerte de Mafalda. Una hija del infante y de su tercera esposa, Mayor Alfonso de Meneses, fue la reina María de Molina.

### Regencia del reino, tutela del niño rey y enfrentamiento entre los Castro y los Lara

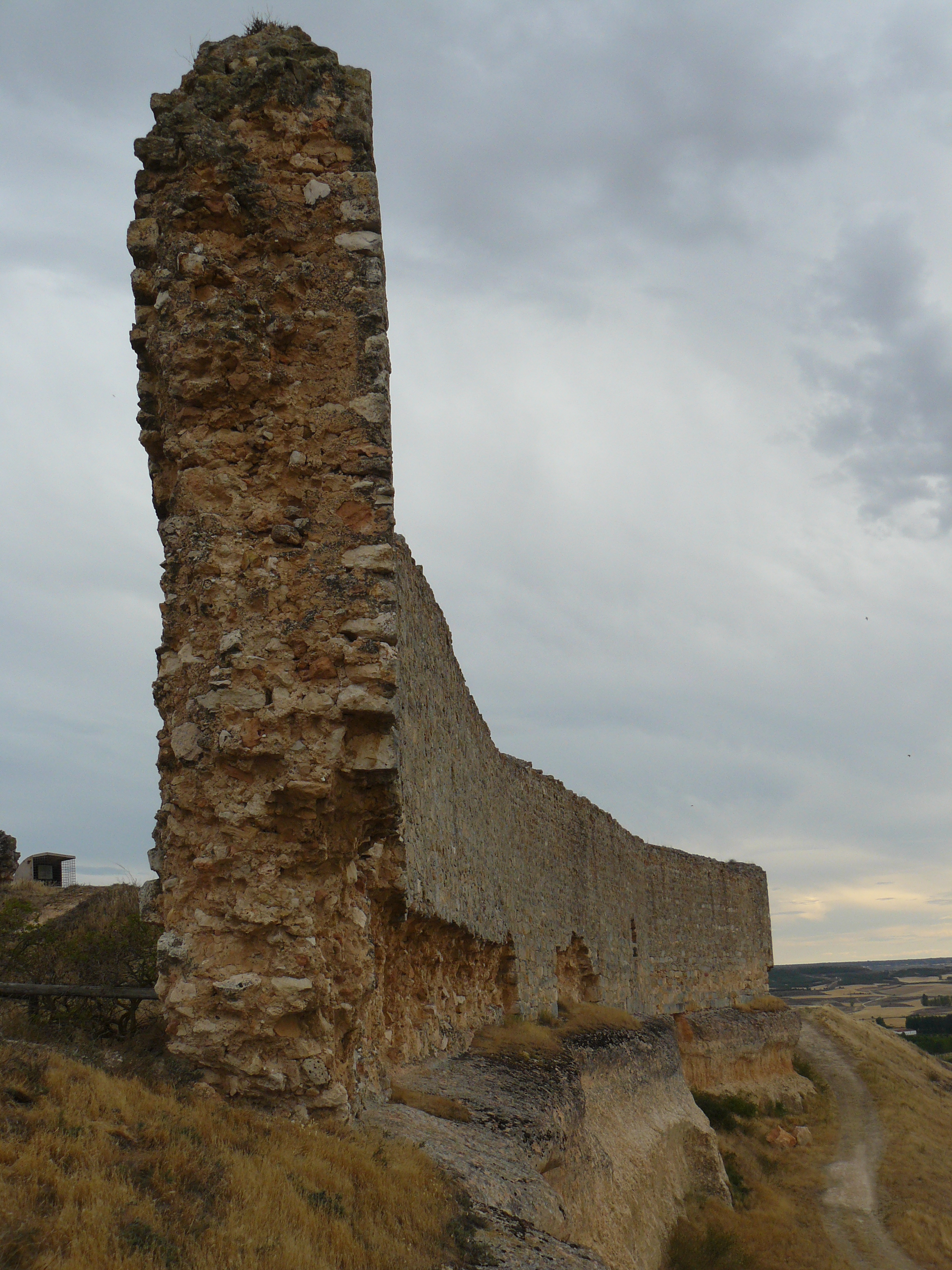
Ruinas del Castillo de San Esteban de Gormaz, donde se llevaron al infante Alfonso VIII.

Cuando falleció Sancho III en 1158, su hijo, el infante Alfonso —el futuro rey Alfonso VIII— tenía solamente tres años. El infante había nacido el 11 de noviembre de 1155 y no alcanzó la mayoría de edad hasta 1170. Su padre había confiado su tutela a uno de sus más cercanos colaboradores y hombre de su confianza, el noble anciano Gutierre Fernández de Castro, cabeza de su linaje, mientras que Manrique fue designado regente de Castilla. No obstante, él y sus hermanos deseaban también ejercer la tutela del rey niño y lograron convencer a Gutierre Fernández de Castro para que le entregasen al joven heredero de la corona, «prometiendo que respetarían y tendrían a Gutierre como su superior». Gutierre cedió la tutela del infante y Manrique, una vez que la obtuvo, encargó el cuidado del rey niño a su hermano uterino, García García de Aza, hijo de su madre y de su primer esposo, el conde García Ordóñez. Esto se desprende de un diploma del 4 de febrero de 1159 donde consta que era García García de Aza quien nutriebat regem sub postestatem comitis Almaricci. Pocos meses después, en 1160, García devolvió al niño a su hermano debido a los gastos ocasionados, reuniendo así Manrique «todos los resortes del poder».
En ese mismo año, 1159, Gutierre reclamó otra vez la tutela, a lo cual se negaron los hermanos Lara. Los Castro buscaron entonces el apoyo del tío del infante, el rey Fernando II de León. La lucha por el poder entre las dos casas principales del reino desencadenó la batalla de Lobregal, librada en marzo de 1160 en Tierra de Campos, donde las tropas de los Lara, capitaneadas por Nuño Pérez de Lara, fueron derrotadas por las de los Castro, lideradas estas por Fernando Rodríguez de Castro el Castellano. Nuño fue hecho prisionero aunque liberado poco después. A pesar de la concordia alcanzada, las dos casas más importantes del reino siguieron enfrentadas y algunos miembros de la casa de Castro se refugiaron en el reino de León.
En 1162 hubo una sublevación en Salamanca a causa de los recortes en los términos de la ciudad que había efectuado el rey Fernando II para promover la repoblación de Ledesma y Ciudad Rodrigo. Las milicias de Ávila, tenencia gobernada por Manrique Pérez de Lara, apoyaron a los salmantinos e hicieron frente al ejército real en la localidad de Valmuza, de la cual salió victorioso el monarca leonés. En represalia por el apoyo prestado por los Lara a los rebeldes salmantinos, Fernando II, acompañado por los Castro, entró en el reino de Castilla y el 9 de agosto de 1162 tomó varias plazas gobernadas por el conde Manrique, entre ellas Segovia y Toledo. La toma de Toledo, la ciudad imperial, por el rey leonés erosionaba el poder de Manrique, ya que era su tenencia más importante, mientras que el rey, desde ahí, era capaz de controlar mejor los asuntos del reino de Castilla. Entregó el gobierno de estas localidades, desde Toledo hasta Huete, a Fernando Rodríguez de Castro el Castellano, sobrino de Gutierre Fernández Castro, y lo nombró su mayordomo mayor. Como resultado, Manrique tuvo que ceder al monarca leonés la tutela del niño hasta que este cumpliera catorce años, aunque Manrique quedó con la guarda del pequeño heredero.
El rey Fernando aspiraba ejercer no solamente la tutela del niño y la regencia del reino de Castilla, sino también exigía que el joven infante le prestara homenaje vasallático, según relata Rodrigo Jiménez de Rada en De rebus Hispaniae, el cual se concertaría en la ciudad de Soria, donde se encontraba el niño. No estando de acuerdo con la sumisión del heredero de la corona de Castilla al rey de León, los sorianos suplicaron al conde Manrique que mantuviera la custodia del joven rey.
Durante el acto de vasallaje, el pequeño rey comenzó a llorar y se lo llevaron a una casa cercana para calmarlo y darle de comer. Mientras el rey Fernando esperaba al niño, uno de los vasallos de los Lara, llamado Pedro Núñez de Fuentearmegil, escondió al niño bajo su capa y cabalgó con él hasta el castillo de San Esteban de Gormaz, plaza gobernada por el conde Manrique quien aprovechó el revuelo causado para despedirse del rey de León y antes de marchar juró que recuperarían al niño para entregárselo. Los hermanos Lara marcharon hacia San Esteban de Gormaz. Nuño se adelantó, recogió al niño y se lo llevó a Atienza, adonde llegó el día siguiente y se negó a entregarlo. El rey Fernando acusó a los Lara de deslealtad y retó a Manrique, quien, como descendiente de los condes de Castilla, dijo al rey que «su primera obligación era librar a su rey, que era plenamente soberano, de cualquier vasallaje y servidumbre indebida».

### Última batalla y muerte

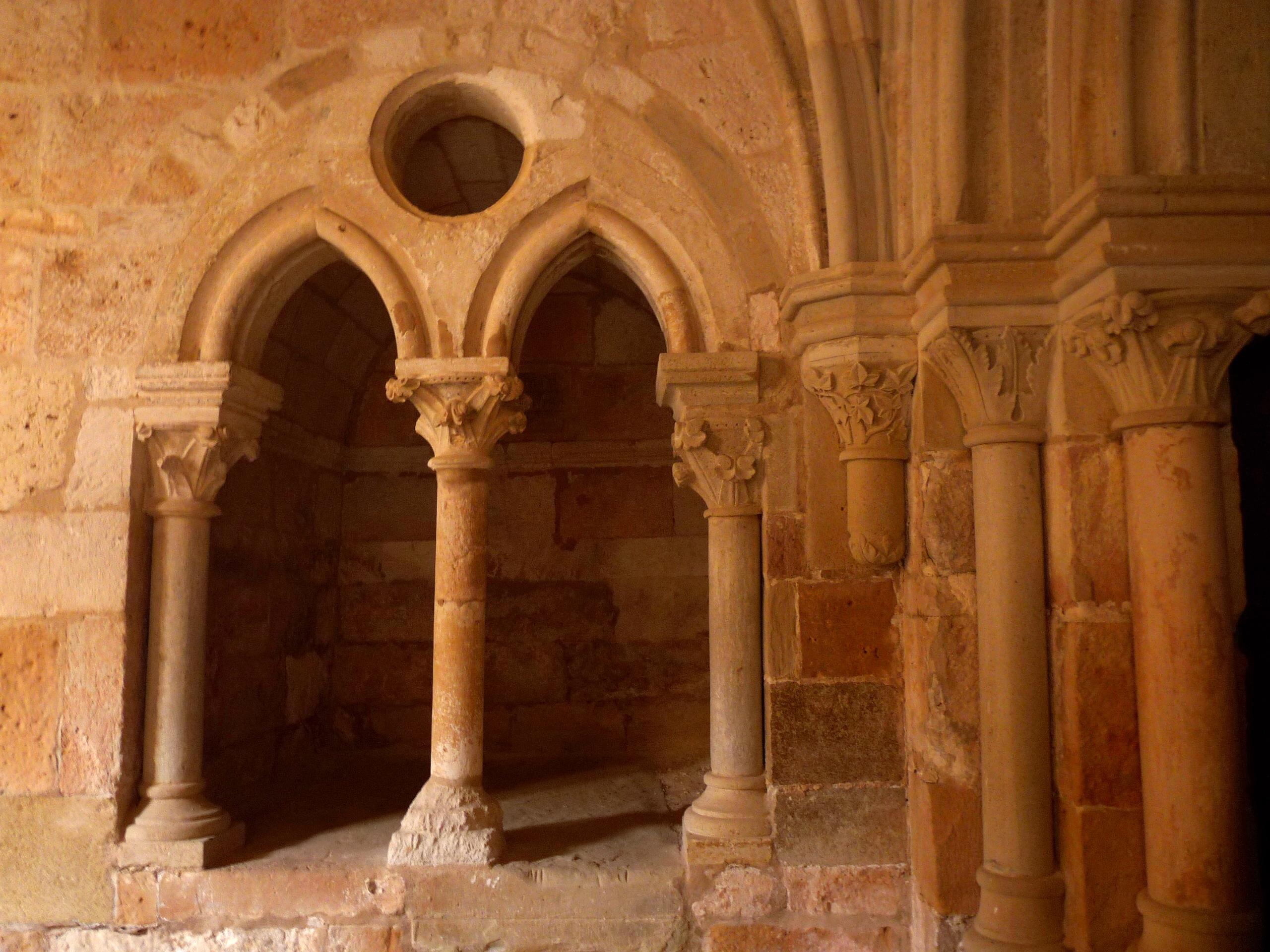
Claustro donde se encuentra el panteón de los señores de Molina en el monasterio de Santa María de Huerta.

El rey regresó a León, aunque estaba decidido a seguir interviniendo en los asuntos de Castilla. Allí volvería en septiembre de 1163 y aprovecharía para reconciliarse con los hermanos Lara. Había encomendado el gobierno de las plazas arrebatadas previamente a Manrique —entre las que se incluían Toledo, Zorita y Huete— a Fernando Rodríguez de Castro. Cuando Fernando regresó a su reino en diciembre de ese año, Manrique se llevó al rey niño e inició otra vez las hostilidades contra los Castro en un intento para recuperar sus antiguas tenencias. El Castro reunió a sus milicias, reclutadas en Toledo y en julio de 1164 se enfrentó y derrotó a los Lara y las huestes castellanas en la batalla de Huete, donde mataron al conde Manrique, noticia recogida en los Anales toledanos:

(...) quando Ferrando Rodriz con los de Toledo et de Uepte lidió con el comité don Marric et fuit mortuus ibi el comitó don Marric et alis castellanos muiltus.

Su cuerpo fue llevado al monasterio de Santa María de Huerta, donde recibió sepultura. Su hermano Nuño —que a la muerte de Manrique heredó la jefatura de la casa de Lara— llevó al heredero del trono castellano a Zorita y después a Ávila donde el niño permaneció tres años con su cuidado confiado a los abulenses.

### Primer sello de un noble
Al conde Manrique, que adoptó la costumbre de los señores de Languedoc, familiares de su esposa Ermesenda, corresponde el primer ejemplo conocido de la utilización de un sello nobiliario, no perteneciente a la realeza o a eclesiásticos, en la península ibérica según aparece en un documento datado el 5 de diciembre de 1153 cuando con su esposa hizo una donación a la catedral de Sigüenza. Aunque no existe la impronta del sello de Manrique, probablemente era parecido al de su hijo, Pedro, el único que se ha conservado de un noble medieval, y puede ser que el que adoptó el rey Alfonso VIII en 1163 estuviese inspirado en el de su tutor.

## Matrimonio y descendencia
Manrique contrajo matrimonio antes de 1154 con Ermesenda. Los padres de Ermesenda fueron Aymerico (o Aimery) II, vizconde de Narbona, y su segunda esposa también llamada Ermesenda, con quien se había casado alrededor de 1130. De su primer matrimonio con una dama llamada Ermengarda, Aimerico había sido padre de un hijo homónimo, así como de Ermengarda de Narbona. A la muerte de su padre en 1134 en la batalla de Fraga junto con su hijo, su hija Ermengarda heredó el vizcondado que años más tarde entregó a su sobrino Aymerico, hijo de Manrique. Ambas hermanas, Ermengarda y Ermesenda estuvieron después de la muerte de su padre bajo la protección del conde Ramón Berenguer IV de Barcelona.
Según el obituario de la Catedral de Burgos, Ermesenda falleció el 7 de enero de 1177. Pasó sus últimos días en un monasterio femenino de la orden premonstratense que había fundado en la localidad de Brazacorta después de que el de La Vid, que había sido un monasterio dúplice, se convirtiera en uno solamente para monjes. El 14 de agosto de 1164, un mes después de la muerte de su esposo Manrique, Ermesenda hizo una donación a la Catedral de Burgos para dotar un aniversario. En el documento aparecen todos sus hijos: Manrique (Aymarich), Pedro, Guillermo, María, Sancha y Ermengarda. Entre los confirmantes de la donación se encontraban los tres hermanos del conde: Álvaro, Nuño, y Rodrigo.
De su matrimonio con Ermesenda nacieron:
- Pedro Manrique de Lara (m. 1202),[29] quien heredó la jefatura de la casa de Lara después de la muerte de su tío Nuño Pérez de Lara.
- Aymerico o Manrique de Lara (m. ca. 1177) duque de Narbona.[30] Su vida transcurrió en Narbona, aunque en mayo de 1172 aparece junto con su hermano Pedro haciendo una donación al Monasterio de Santa María de Huerta. Ista autem donatio facta fuit quando predictus Almaricus dux de Narbone primo uenit in Castella uidere fratrem suum comite Petrum et alios parentes et amicos suos.(«Esta donación fue hecha cuando el citado Almaricus duque de Narbona vino por primera vez a Castilla para ver a su hermano Pedro y a otros de sus parientes y amigos»)[31] Se hizo cargo del vizcondado de Narbona cuando su tía, Ermengarda, la legítima titular, se retiró a la Abadía de Fontfroide en 1176. La condesa falleció en octubre de 1177 y pocos meses después su sobrino Aymerico.[32]
- Guillermo Manrique de Lara (m. después de 1195), quien pudo haber sido religioso.[33]
- María Manrique de Lara (m. después de 1183), esposa del conde Diego López II de Haro, señor de Vizcaya.[34] En marzo de 1183, María y su hermano Pedro hicieron una donación a la Orden de Calatrava del castillo de Alcózar: «...ego Dona Maria, filia comitis Amalrici, soror Comitis Petri, et ego Comes Petrus, damus et concedimus...»[35][b]
- Sancha Manrique de Lara.[36]
- Ermengarda Manrique de Lara, después de la muerte de su hermano Aymerico, compartió el vizcondado de Narbona con su hermano Pedro.[37]

Luis de Salazar y Castro erróneamente añade otra hija llamada Milia o Mayor, quien en realidad fue hermana del conde Manrique e hija de Pedro González de Lara.  La filiación de Milia queda aclarada en un documento en la Catedral de Burgos datado el 31 de enero de 1147 donde aparece con sus verdaderos hermanos: Ego, comes Malricus, una cum fratibus et sororibus nostris Albar Petriz et Nun Petriz, comitissa domna Elvira, Mari Petriz, Milia Petriz concedimus et confirmamus.  Milia, fallecida el 6 de diciembre de 1186, según el obituario de la catedral de Burgos, fue la esposa del conde Gómez González de Manzanedo.